# Apostolische Konstitutionen
Die Apostolischen Konstitutionen oder Constitutiones Apostolorum sind eine aus acht Büchern bestehende Kanones-Sammlung von unabhängigen, aber nahe verwandten Abhandlungen, deren griechische Fassungen im späten vierten Jahrhundert wahrscheinlich in Syrien zusammengestellt wurden. Als wahrscheinlichster Verfasser gilt der Arianer Julian.
Die Constitutiones behandeln Gottesdienst, Kirchenverfassung und Lehre der frühen Kirche und geben sich als Werk der Zwölf Apostel aus, deren Instruktionen von Clemens von Rom gesammelt worden sein sollen. Die Abhandlungen, die zusammen die Constitutiones bilden, wurden ganz oder in Teilen in verschiedene Sprachen übersetzt (Altsyrisch, Latein, Äthiopisch); die griechische Gesamtsammlung wurde in Westeuropa erst im 16. Jahrhundert bekannt.
Es handelt sich um eine Art Handbuch für Geistliche, darunter Diakone und Diakoninnen, und bis zu einem gewissen Grad auch für Laien. Die letzten beiden Bücher der Konstitutionen basieren auf der Didache („Lehre der zwölf Apostel“) und der späteren Didaskalia Apostolorum. Wo bekannt, wurden sie allgemein sehr hoch geschätzt und dienten vielfach als Basis für kirchliche Gesetzgebung.
Das Decretum Gelasianum zählt die Constitutiones unter den apokryphen Werken auf. Das Quinisextum verwarf die Sammlung ebenfalls. Die Canones Apostolorum, die sich im achten Buch der Constitutiones finden und eine breite eigenständige Überlieferung hatten, wurden seit ihrer Übersetzung durch Dionysius Exiguus in mehrere lateinische Kirchenrechtssammlungen aufgenommen, aber immer wieder als Fälschungen verdächtigt.
Heute sind sie als historische Dokumente von höchstem Wert als Quelle für die moralischen und religiösen Umstände und die liturgischen Bräuche des dritten und vierten Jahrhunderts. Da die Schriften einen Einblick in das Leben der frühen Kirche bieten, waren sie für die Liturgiereform im Rahmen des Zweiten Vatikanischen Konzils bedeutsam.